# Willa Leona Rappaporta
Willa Leona Rappaporta – willa znajdująca się przy ul. Rewolucji 1905 r. (dawnej Południowej) 44 w Łodzi.

## Historia
Została zbudowana w latach 1904–1905 dla łódzkiego przedsiębiorcy Leona Rappaporta. Projekt budynku przypisuje się architektom Dawidowi Landemu i Gustawowi Landau-Gutentegerowi, według których planów powstało kilka innych secesyjnych budowli w mieście.
Pierwotnie na parterze znajdował się kantor, pierwsze i drugie piętro miały charakter prywatny, natomiast na tyłach posesji znajdowały się składy towarowe. Obecnie w budynku ma swoją siedzibę niepubliczna uczelnia – Wyższa Szkoła Humanistyczna „Wschód-Zachód”.

## Architektura
Dwupiętrowy, podpiwniczony budynek, wzniesiony z ciemnoczerwonej cegły, pokryto gładkim tynkiem z bogatymi jasnymi dekoracjami stiukowymi o motywach roślinnych, wzbogaconymi o ciemne boniowanie, oraz ciemnym tynkiem chropowatym, pokrywającym głównie klińce łuków okiennych. Charakterystycznym elementem willi jest kwadratowa klatka schodowa w kształcie wieży, pokryta spadzistym dachem. W jego wnętrzach do dziś zachowały się bogato zdobione sztukaterie